# Fernando Bustamante Huerta
Fernando Bustamante Huerta (Santiago, 17 de enero de 1940) es un contador, empresario, consultor y político socialista chileno, estrecho colaborador de los presidentes de su país Salvador Allende y Ricardo Lagos.
Se destacan entre ellas su labor como director de la Empresa Nacional del Petróleo (ENAP) entre 1990 y 1995, director del Banco Estado entre 1990 y 2001 y de presidente del directorio de Empresas de Transporte de Pasajeros de Metro S.A. desde 2000 hasta 2006, periodo en el que se desempeñó también como director en Salcobrand S.A. y Telefónica Empresas CTC Chile S.A.

## Estudios
Se educó en el Liceo José Victorino Lastarria de la capital y en un instituto comercial.

## Trayectoria profesional y pública
Siendo muy joven se incorporó a la petrolera Royal Dutch Shell, empresa en la que permaneció por once años. Ese periodo lo aprovechó para cursar la carrera de contador auditor en la Universidad de Chile en horario vespertino.
Dejó la distribuidora el año 1970, tras desarrollar una activa labor sindical. Pasó entonces a la estatal Enap a comienzos del Gobierno de Allende, quien lo reconoció como uno de los técnicos más calificados del Partido Socialista. En esta empresa llegaría a ocupar la gerencia comercial.
Luego del golpe de Estado del 11 de septiembre de 1973, rehusó salir de Chile pese a que fue detenido y torturado un día completo, cuando fue a presentarse voluntariamente a la Intendencia de Rancagua, en la zona central. Las secuelas de ese episodio le obligan hasta la actualidad a realizar ejercicios diariamente.
Durante la dictadura de Augusto Pinochet explotó su veta académica, dictando clases de gestión tributaria y administración de empresas en la Universidad de Chile. En paralelo comenzó a asesorar a empresas de diversos sectores, de las cuales en algunos casos pasó a ser accionista, como el salón de té Coppelia de la capital (dejaría este negocio en 1998).
A Lagos lo conoció en los años '80 cuando este retornó a Chile, proveniente de su autoexilio. Su relación con él llegó a estrecharse a tal punto que se le considera como uno de sus amigos más cercanos e influyentes.
Ya en democracia se integró al directorio de la misma Enap y más tarde al Banco del Estado.
Trabajó luego en las campañas políticas de Lagos, aportando y gestionando recursos. Tras la de 1999-2000 este, ya como jefe de Estado, lo nombró presidente del directorio del Metro de Santiago, donde lideró la implementación de la Línea 4 a Puente Alto, en la zona sur de la capital.
En paralelo cumplió labores como director de Telefónica Chile.
Tras asumir el Gobierno Michelle Bachelet dejó su puesto en la compañía a Blas Tomić y se concentró en el mundo privado como empresario y consultor.
Desde 2001 a la fecha, es director de Telefónica Chile y desde 2007 es integrante del Comité Editorial Asesor del Diario Financiero (DF).